# A Lady's Profession
A Lady's Profession is een Amerikaanse filmkomedie uit 1933 onder regie van Norman Z. McLeod.

## Verhaal
Een adellijke familie uit Sussex gaat bankroet tijdens de Grote Depressie. Ze besluiten te emigreren naar de Verenigde Staten. Daar komen ze door een misverstand terecht in de illegale handel in alcohol.

## Rolverdeling
| Acteur           | Personage              |
| ---------------- | ---------------------- |
| Alison Skipworth | Beulah Bonnell         |
| Roland Young     | Reginald Withers       |
| Sari Maritza     | Cecily Withers         |
| Kent Taylor      | Dick Garfield          |
| Roscoe Karns     | Tony                   |
| Warren Hymer     | Nutty Bolton           |
| George Barbier   | James Garfield         |
| DeWitt Jennings  | Mijnheer Stephens      |
| Billy Bletcher   | Keyhole McKluskey      |
| Dewey Robinson   | Kolonel                |
| Edgar Norton     | Crotchett              |
| Ethel Griffies   | Lady McDougal          |
| Claudia Craddock | Juffrouw Snodgrass     |
| James Burke      | Mulroy                 |
| Jackie Searl     | Kwajongen op het schip |